# Божик Атанасов
Божик Атанасов е български общественик, просветен деец и революционер, деец на Вътрешната македоно-одринска революционна организация.

## Биография
Божик Атанасов е роден в зиляховското село Скрижово, тогава в Османската империя. Става главен учител в Горно Броди след 1894 година и същевременно държи част от общинския български печат. Сближава се с Гоце Делчев и подпомага революционната му дейност в Драмско.
По-късно към 1911 година е български учител в Гуменджа.
Умира след 1918 година.
Негова наследничка е музиковедката Милена Божикова.